# Кіт Карсон
Крістофер Хьюстон Карсон (англ. Christopher Houston Carson, 24 грудня 1809 — 23 травня 1868), відоміший як Кіт Карсон (Kit Carson) — відомий американський піонер, мисливець, військовик та індіанський агент уряду США.

## Життєпис

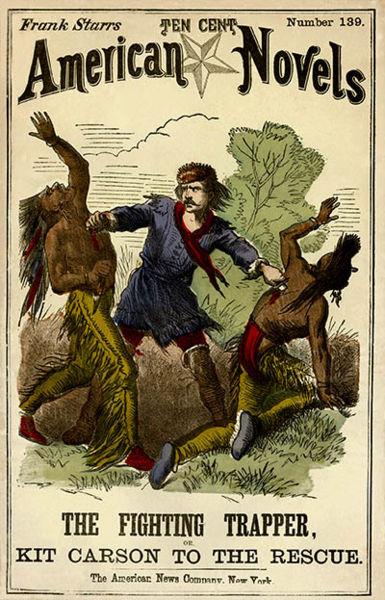
Дешевий популярний роман про пригоди Карсона

Він народився в Кентуккі, але виріс в штаті Міссурі, і у віці 15 років залишив будинок батьків, щоб стати мисливцем і торговцем на південному Заході. На початку 1840-х років він займався дослідженнями Заходу під керівництвом Джона Фремонта. Він служив провідником військ генерала Стівена Карні протягом Американо-мексиканської війни, та доставляв депеші до Вашингтона. В 1854 році він був призначеним індіанським агентом (офіційним представником американського уряду у справах з індіанцями) в Таосі, штат Нью-Мексико. Протягом Громадянської війни він командував 1-м загоном добровольців з Нью-Мексико. У 1868 році він був призначений керівником Відділу індіанських справ території Колорадо. Його вклад у дослідження і завоювання Заходу зробив його народним героєм. Про нього було написано багато пригодницьких романів, його іменем було названо кілька географічних об'єктів, включаючи столицю Невади — Карсон-Сіті. Зараз позитивний образ Карсона переглядається багатьма істориками через численні вбивства індіанців та мирних мексиканців, здійснені ним.